# Peter Crane
Peter Crane (1954) is een Britse botanicus die zich bezighoudt met vergelijkend onderzoek van levende en fossiele planten, om de verwantschappen en evolutiebiologie van planten te ontrafelen. Hij is (co)auteur van meer dan honderd wetenschappelijke publicaties, waaronder een aantal boeken met betrekking tot plantenevolutie.

## Opleiding en werkzaamheden
Crane behaalde in 1975 zijn B.Sc. aan de University of Reading. Aan dezelfde universiteit behaalde hij in 1981 een Ph.D. met het proefschrift Studies on the Flora of the Reading Beds (Upper Palaeocene). Tussen 1978 en 1981 maakte hij onderdeel uit van de onderwijsstaf van de afdeling botanie van deze universiteit. Tussen 1981 en 1982 was hij postdoc op de afdeling biologie van de Indiana University. 
In 1982 ging Crane bij het Field Museum of Natural History in Chicago werken als assistent-conservator in de paleobotanie op de afdeling geologie. Tussen 1992 en 1999 was hij achtereenvolgens vice-directeur en directeur, waarbij hij de algehele verantwoordelijkheid had voor het wetenschappelijke programma van het museum. Tegelijkertijd was hij onderwijzer in het Committee on Evolutionary Biology en hoogleraar op de afdeling geofysica van de University of Chicago. 
Tussen 1999 en 2006 was Crane directeur van de Royal Botanic Gardens, Kew als opvolger van Ghillean Prance. Tijdens het directoraat van Crane werd het Millennium Seed Bank Project gelanceerd. In 2003 werd de botanische tuin op de Werelderfgoedlijst van UNESCO opgenomen. Als directeur werd hij opgevolgd door Stephen Hopper. 
Zijn aanstelling als directeur van de Royal Botanic Gardens, Kew gaf Crane op om per 1 juli 2006 hoogleraar te worden aan de University of Chicago. Tegelijkertijd had hij academische aanstellingen aan de afdeling botanie van de University of Reading, de afdeling geologie van Royal Holloway College, University of London en de afdeling biologie van Imperial College London. Vanaf 2009 is hij als hoogleraar en decaan actief aan de Yale School of Forestry & Environmental Studies, onderdeel van de Yale University.
Crane is (mede)auteur van artikels in wetenschappelijke tijdschriften als American Journal of Botany,  Annals of Botany, Annals of the Missouri Botanical Garden, Botanical Journal of the Linnean Society, Grana, International Journal of Plant Sciences, Nature, Proceedings of the National Academy of Sciences, Science en Systematic Botany. Hij is mederedacteur van een zestal boeken, onder meer met Stephen Blackmore, Else Marie Friis en William Gilbert Chaloner.
Crane houdt zich tevens bezig met initiatieven die zijn gericht op het behoud van de biodiversiteit van planten.

## Onderscheidingen en lidmaatschappen van wetenschappelijke organisaties
In 1998 is Crane verkozen tot Fellow of the Royal Society. Hij is als buitenlands lid gekozen in de Amerikaanse National Academy of Sciences (2001), de Kungliga Vetenskapsakademien (2002) en de Deutsche Akademie der Wissenschaften Leopoldina (2004). Tevens is hij lid van de Botanical Society of America . Op 12 juni 2004 is hij geridderd en sindsdien mag hij 'Sir' voor zijn naam zetten. Hij heeft meerdere onderscheidingen ontvangen waaronder de Bicentenary Medal (een jaarlijkse onderscheiding voor een bioloog die jonger is dan 40 jaar vanwege uitzonderlijke prestaties) in 1984 van de Linnean Society of London en de Henry Allan Gleason Award (vanwege een uitmuntende publicatie op het gebied van de plantentaxonomie, de plantenecologie of de plantengeografie) in 1998 van de New York Botanical Garden.
Volgens 'ISIHighlyCited.com behoort Crane tot de meest geciteerde wetenschappers op het gebied van de plant- en dierkunde. 